# Macroglossum trochilus
Macroglossum trochilus är en fjärilsart som beskrevs av Saalmüller 1884. Macroglossum trochilus ingår i släktet Macroglossum och familjen svärmare. Inga underarter finns listade i Catalogue of Life.